# Festival Avignon

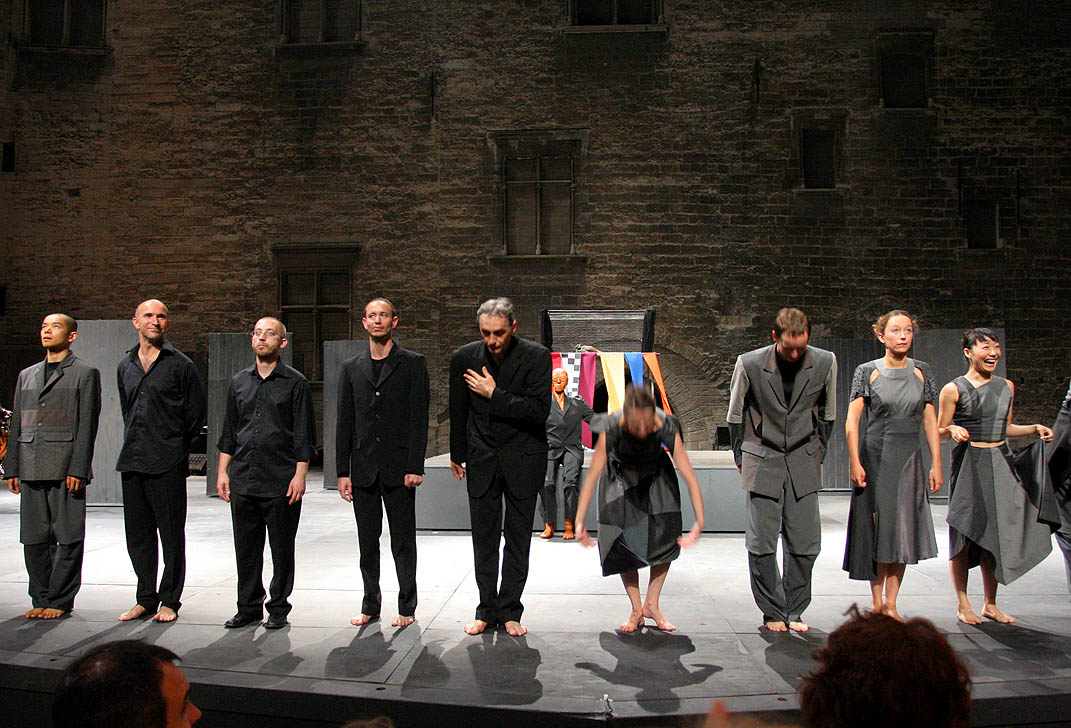
Các nghệ sĩ tại Festival Avignon năm 2006

Festival Avignon là một liên hoan sân khấu thường niên được tổ chức tại Avignon, Pháp. Liên hoan do diễn viên, đạo diễn Jean Vilar sáng lập và được tổ chức lần đầu vào năm 1947.
Festival Avignon ngày nay diễn ra hàng năm vào tháng 7 trên đường phố và trong các nhà hát của trung tâm lịch sử Avignon. Vào năm 2008, Festival Avignon có khoảng 950 buổi diễn. Maison Jean Vilar ở Avignon là nơi lưu trữ rất nhiều tài liệu về liên hoan này.